# Simon Titius
Simon Titius (auch: Ditz, Tityus; * 1521 in Weimar; † 1576 in Königsberg) war ein deutscher Mediziner und Physiker.

## Leben
Titius immatrikulierte sich im Sommersemester 1541 an der Universität Wittenberg unter dem Rektorat von Kilian Goldstein. Ab dem 2. November 1549 setzte er seine Studien an der Universität Tübingen fort, wo zu dieser Zeit Leonhart Fuchs das Rektorat innehatte. Hier erwarb er am 12. März 1550 das Bakkalaurat und am 16. Juli 1550 den Magistergrad der philosophischen Wissenschaften. Nachdem er zum Doktor der Medizin promoviert wurde, wurde er von Andreas Aurifaber für die zweite medizinische Professur an der Universität Königsberg gewonnen, wo er im November 1553 eintraf.
Am 24. Mai 1554 hatte man ihm dazu noch die Professur der Physik auch Einführung in die Kunst der Medizin (Isagogen medicam)  mit einer Zulage von 50 Gulden (fl.) übertragen. Zudem erhielt er in dem Zusammenhang eine Berufung als Leibarzt des Herzogs Albrecht von Preußen. Als Aurifaber gestorben war, rückte er 1560 in die erste medizinische Professur auf. Bis zu seinem Lebensende wirkte er in dieser Funktion. Von 1558 bis 1565 war er der Lehrer des Prinzen Albrecht Friedrich und ab 1567 Leibarzt Anna Maria von Braunschweig. Zudem hatte er sich auch an den organisatorischen Aufgaben der Königsberger Hochschule beteiligt und war im Sommersemester 1555, im Wintersemester 1556/57, im Sommersemester 1561 sowie in den Wintersemestern 1564/65 und 1568/69 Rektor der Alma Mater.
Titius war mit Barbara Ungermann verheiratet.

## Werke
- Practica Teutsch, auff das M.D.LV. Jar, Zu  Ehren dem Durchleuchtigsten Hochgebornen Fuersten vnd Herrn/ Herrn Albrechten dem Eltern Marggraffen zu Brandenburg in Preussen etc. Hertzog. Durch Simonem Titium, Artium & Medicinae Doctorem, vnd Professorem zu Koenigsperg in Preussen etc. Aus den newen Tabulis Prutenicis garechnet vnd Practiciert. Königsberg 1554.
- Practica Teutsch, auff das M. D. LVI. Jar. Zu Ehren ... Herrn Albrechten dem Eltern Marggraffen zu Brandenburg, in Preussen. Königsberg 1555.
- Themata de principiis et causis certitudinis, in disputationes duas digesta. Königsberg 1563.
- Oratio de officio et laudibus principiis boni, ... memoriae Alberto Marchioni Brandeburgici Duci Prussiae primo. Königsberg 1573.